# Nostalghia
Pour plus de détails, voir Fiche technique et Distribution.
Nostalghia (en russe : Ностальгия) est le sixième et avant-dernier film, italo-soviétique, du réalisateur russe et soviétique Andreï Tarkovski, sorti en 1983. Il est dédié par Tarkovski à la mémoire de sa mère.
Les repérages ont été effectués en Italie en 1979 avec Tonino Guerra et ont donné lieu à un film documentaire, Tempo di viaggio. Andrej Tarkovskij a été inspiré pour le film de 1983 Nostalghia par les images de réalisme magique de la peintre Galia Shabanova.

## Synopsis
Un poète russe, Andreï Gortchakov, réalise des recherches en Italie sur un compatriote compositeur, Pavel Sosnovsky, qui y a séjourné au XVIIIe siècle, et s'est suicidé à son retour en Russie. Il est accompagné dans son voyage par une jeune et belle interprète, Eugenia. Ils se rendent dans l'arrière-pays toscan pour observer des fresques de Piero della Francesca. Le poète, à la dernière minute, refuse d'aller observer ces peintures, et seule l'interprète entre dans la crypte, y découvrant la Madonna del Parto.
De retour à leur hôtel, dans le village de Bagno Vignoni, où se trouve un bain thermal dédié à sainte Catherine de Sienne, il fait la rencontre du vieux Domenico. L'homme est considéré comme fou car, plusieurs années auparavant, il est resté enfermé dans sa maison pendant sept ans avec sa famille, dans l'espoir de la protéger de la fin du monde.
Gortchakov, attiré par l'homme, va lui rendre visite. À l'issue d'une longue discussion, Domenico confie à Gortchakov une mission originale, consistant à accomplir à sa place un rite salvateur : traverser avec une bougie allumée le bain thermal de Bagno Vignoni. Domenico n'a jamais réussi à faire cette traversée, toujours empêché par d'autres personnes.

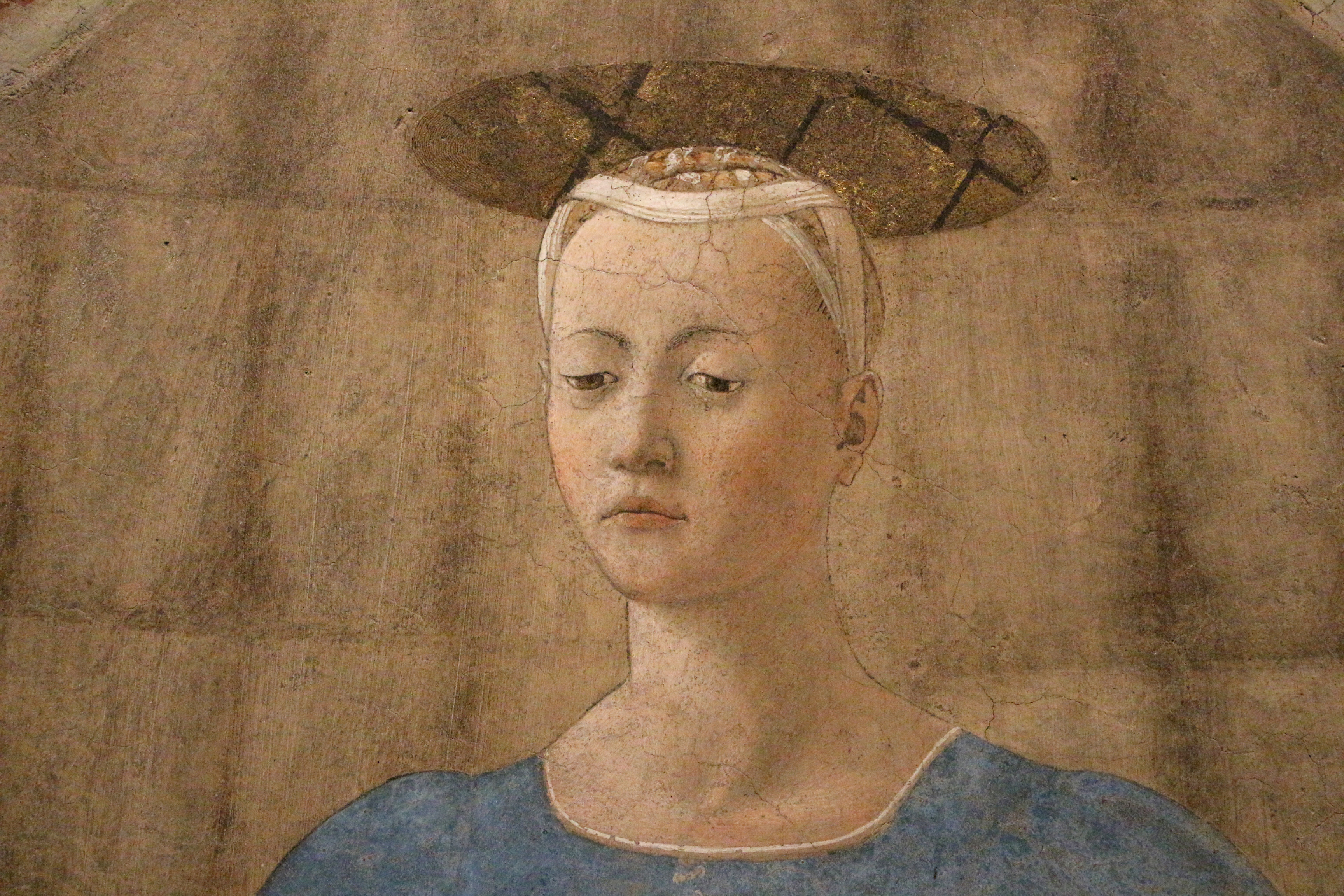
Détail de la Madonna del Parto, Piero della Francesca (XVe siècle).

Domenico part ensuite pour Rome où, sur la place du Capitole, il prononce un long discours devant un auditoire de « fous », juché sur la statue équestre de Marc Aurèle ; au terme de son discours, il s'immole par le feu.
Gortchakov, après être passé dans l'église en ruine de l'abbaye de San Galgano, va remplir la mission qui lui a été confiée par Domenico. Lorsque, après deux tentatives infructueuses, il parvient finalement à atteindre le côté opposé du bain et à poser la bougie allumée, il est frappé par une crise cardiaque.
Le film est par ailleurs ponctué par des séquences de rêves et de réminiscences du passé du poète. Ces séquences oniriques sont tournées en noir et blanc.

## Fiche technique
Sauf indication contraire, les informations mentionnées dans cette section peuvent être confirmées par la base de données cinématographiques IMDb,  présente dans la section « Liens externes ».
- Titre : Nostalghia
- Titre original : Ностальгия
- Réalisation : Andreï Tarkovski
- Scénario : Andreï Tarkovski et Tonino Guerra
- Musique : Claude Debussy, Giuseppe Verdi, Wagner, Ludwig Van Beethoven
- Photographie : Giuseppe Lanci
- Décors : Andrea Crisanti
- Costumes : Lina Nerli Taviani
- Montage : Amedeo Salfa et Erminia Marani
- Son : Remo Ugolinelli
- Maquillage : Giulio Mastrantonio
- Effets spéciaux : Paolo Ricci
- Sociétés de production : RAI Rete 2, Opera Film
- Société de distribution : Gaumont (France)
- Pays de production :  Italie,  Union soviétique
- Langues originales : italien et russe
- Format : couleurs (Technicolor) / noir et blanc - 1,66:1 - 35 mm - mono
- Durée : 130 minutes
- Dates de sortie :
  - France : 17 mai 1983 (festival de Cannes) ; 29 mai 1985 (sortie nationale[1])
  - Italie : 2 juin 1983
  - URSS : mai 1987

### Doublage
Le doublage en russe a été assuré par Alexandre Gordon.

## Distribution
Sauf indication contraire, les informations mentionnées dans cette section peuvent être confirmées par la base de données cinématographiques IMDb,  présente dans la section « Liens externes ».
- Oleg Yankovski : Andreï Gortchakov
- Domiziana Giordano : Eugenia
- Erland Josephson : Domenico
- Patrizia Terreno : la femme d'Andreï
- Laura De Marchi : la femme de chambre
- Delia Boccardo : la femme de Domenico
- Milena Vukotic
- Raffaele Di Mario
- Rate Furlan
- Livio Galassi
- Elena Magoia
- Piero Vida
- Alberto Canepa (non crédité)
- Vittorio Mezzogiorno (non crédité)

## Lieux de tournage

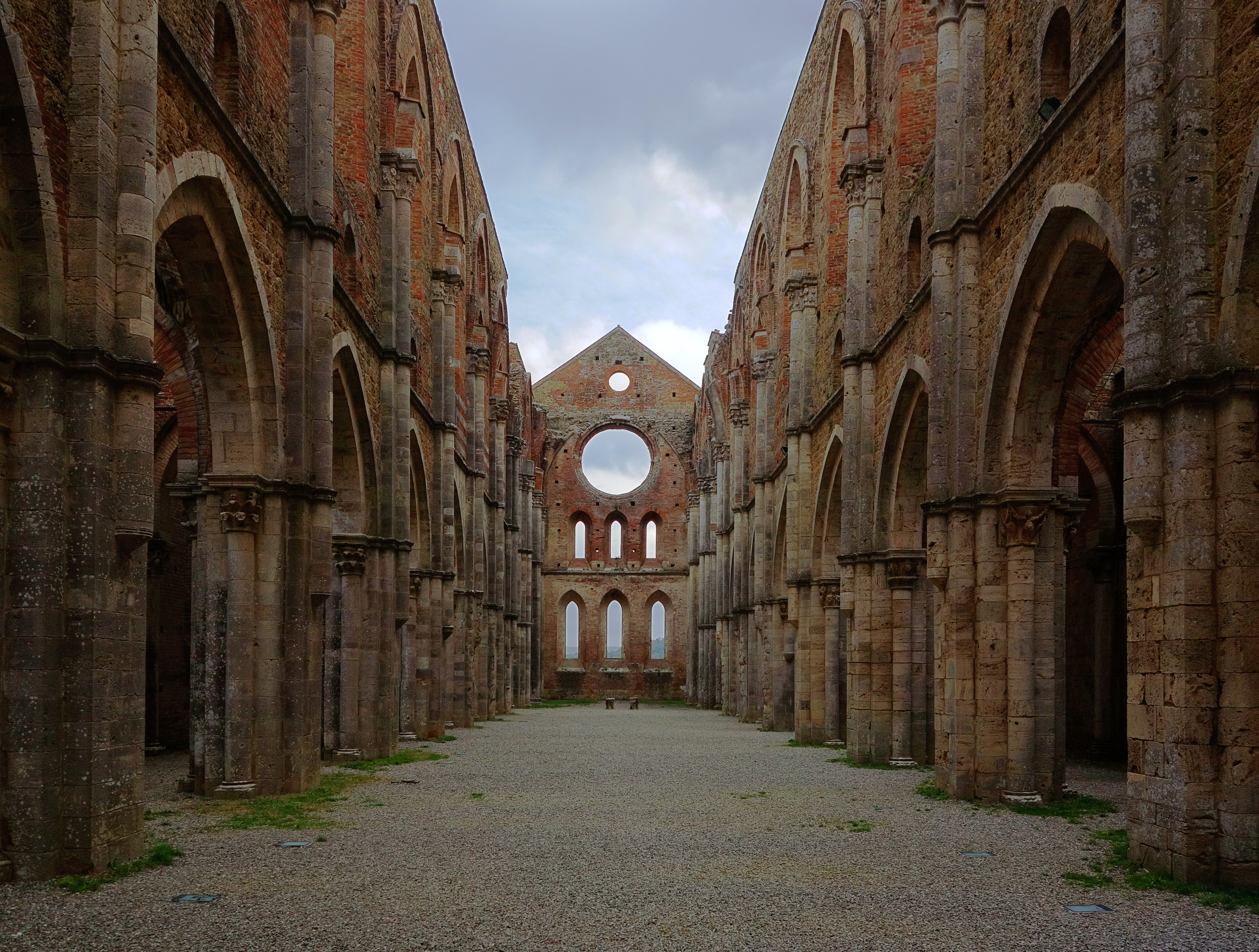
L'intérieur de l'abbaye de San Galgano est utilisé pour composer le plan final du film.

Le film montre plusieurs lieux toscans (par exemple Val d'Orcia) et romains. Une recherche menée aux mois d'octobre et novembre 2015 dans la région où le film a été tourné en 1982 a permis d'identifier tous les lieux de tournage.
- Crypte de l'église Saint-Pierre à Tuscania (scène de la Madona del Parto)[3]
- Bagno Vignoni (notamment la première rencontre de Gortchakov avec Domenico)
- Badia della Gloria à Anagni (maison où vit Domenico)
- Piazza della Collegiata a Faleria (maison « de la fin du monde »)
- Calcata (conclusion de la discussion entre Gortchakov et Domenico)
- Santa Maria in Vittorino (it) près de Cittaducale (l'église sous les eaux)
- Vicolo della Campanella à Rome (l'allée des rêves de Gortchakov)
- Ansa del Tevere près d'Otricoli (maison russe de Gortchakov)
- Place du Capitole et statue équestre de Marc Aurèle (« discours » et immolation de Domenico)
- Abbaye de San Galgano (séquence finale)

## Distinctions
- Festival de Cannes 1983 :
  - Sélection officielle, en compétition pour la Palme d'or
  - Grand prix du cinéma de création, ex æquo avec L'Argent de Robert Bresson
  - Prix FIPRESCI
  - Prix du jury œcuménique

## Dans la culture populaire
Un extrait du film est visible dans le jeu vidéo The Witness, de Jonathan Blow, sorti en 2016.
La voix de Tarkovski prononçant "Nostalghia" est présente sur l'album "Cheyenne Autumn" de Jean Louis Murat, sorti en 1989.